# Piassagera brieni
Piassagera brieni is een hooiwagen uit de familie Gonyleptidae.